# Fonfría (Piedrafita)
Fonfría (llamada oficialmente San Xoán de Fonfría) es una parroquia y una aldea española del municipio de Piedrafita, en la provincia de Lugo, Galicia.

## Organización territorial
La parroquia está formada por una entidad de población:
- Fonfria (Fonfría)

## Demografía
Gráfica demográfica de la aldea y parroquia de Fonfría según el INE español:
| Gráfica de evolución demográfica de Fonfría entre 2000 y 2020 |
|                                                               |
| Datos según el nomenclátor publicado por el INE.              |